# 이즈닛타역
이즈닛타역(일본어: 伊豆仁田駅)은 일본 시즈오카현 다가타군 간나미정에 있는 이즈하코네 철도 슨즈 선의 역이다.

## 역사
- 1922년 7월 1일: 영업 개시.
- 1937년: 도카이 자동차의 간나미 ~ 히라이 ~ 닛타 ~ 쓰카모토 구간에 노선 버스 영업 운행 개시.
- 1941년: 도카이 자동차의 상기의 노선 버스 폐지.
- 1993년
  - 4월 21일: 이즈닛타 역 전면 개축 공사 완성.
  - 6월 23일: 이즈닛타 ~ 바라키 역 구간 라이코 강 교량의 교환 공사 완성, 본 교량은 이즈하코네 철도 최초로 장대 레일 부설.

## 역 구조
상대식 승강장 2면 2선의 지상역으로 구내 건널목이 있다. 역사는 하행 방면, 미시마 방향에 있다.
열차 접근 시에는 접근 표시기에서 멜로디가 흐르는 국철형(영락 초기 타입)의 자동 접근 방송이 된다. 또한, 발차 시에는 슨즈 선 내 다른 역에서도 사용된 애로우 주식회사제의 발차 벨, 발차 멜로디가 울린다. 구내 건널목은 선 내에서 유일하게 전령식(금속 벨)의 음원이 사용되었으나 현재는 전자 소리의 경보기로 갱신되었다.
자동 매표기는 2대 있지만 자동 개찰기는 없다. 이전에는 다이바 역으로 통하는 인터폰이 창구에 설치되어 있었지만 현재는 역무원이 상주 되었기 때문에 철거되었다.

### 승강장
| 1 | ■ 슨즈 선(하행) | 이즈나가오카・오히토・슈젠지 방면 |
| 1 | ■ 슨즈 선(상행) | 다이바・미시마 방면※              |
| 2 | ■ 슨즈 선(상행) | 미시마 방면                       |

※ 본 역에서 열차 교환을 하지 않을 경우, 보통 열차의 미시마 행은 1번 선에서 발차. 이때 2번 선으로 이어지는 구내 건널목이 체인으로 봉쇄되어 있고 2번 선으로 접근할 수 없다.

## 역 주변
- 시즈오카 현립 다바타 농업 고등학교
- 간나미 정립 간나미 초등학교
- 이즈닛타 역전 우체국
- TDS 다바타 자동차학교
- irodori
- TSUTAYA 간나미점
- 북오프 간나미점
- 유니클로 간나미점
- 국도 제136호선
- 시즈오카 지방 도로 11호 아타미간나미 선

## 인접역
| 이즈하코네 철도 ■ 슨즈 선 | 이즈하코네 철도 ■ 슨즈 선 | 이즈하코네 철도 ■ 슨즈 선 |
| ------------------------- | ------------------------- | ------------------------- |
| IS05 다이바 미시마 방면   |                           | 바라키 IS07 슈젠지 방면   |